# Пре (Арденны)
Пре (фр. Prez) — коммуна во Франции, находится в регионе Шампань — Арденны. Департамент — Арденны. Входит в состав кантона Рюминьи. Округ коммуны — Шарлевиль-Мезьер.
Код INSEE коммуны — 08344.
Коммуна расположена приблизительно в 180 км к северо-востоку от Парижа, в 95 км севернее Шалон-ан-Шампани, в 27 км к западу от Шарлевиль-Мезьера.

## Население
Население коммуны на 2008 год составляло 143 человека.
| 1962 | 1968 | 1975 | 1982 | 1990 | 1999 | 2008 |
| ---- | ---- | ---- | ---- | ---- | ---- | ---- |
| 134  | 168  | 130  | 137  | 105  | 112  | 143  |

## Экономика
В 2007 году среди 82 человек в трудоспособном возрасте (15—64 лет) 59 были экономически активными, 23 — неактивными (показатель активности — 72,0 %, в 1999 году было 57,1 %). Из 59 активных работали 52 человека (27 мужчин и 25 женщин), безработных было 7 (4 мужчины и 3 женщины). Среди 23 неактивных 6 человек были учениками или студентами, 9 — пенсионерами, 8 были неактивными по другим причинам.

## Достопримечательности
- Церковь Сен-Мартен[фр.] (XII век).
- Замок Меп (XVI век). Исторический памятник с 1926 года.[3]

## Фотогалерея

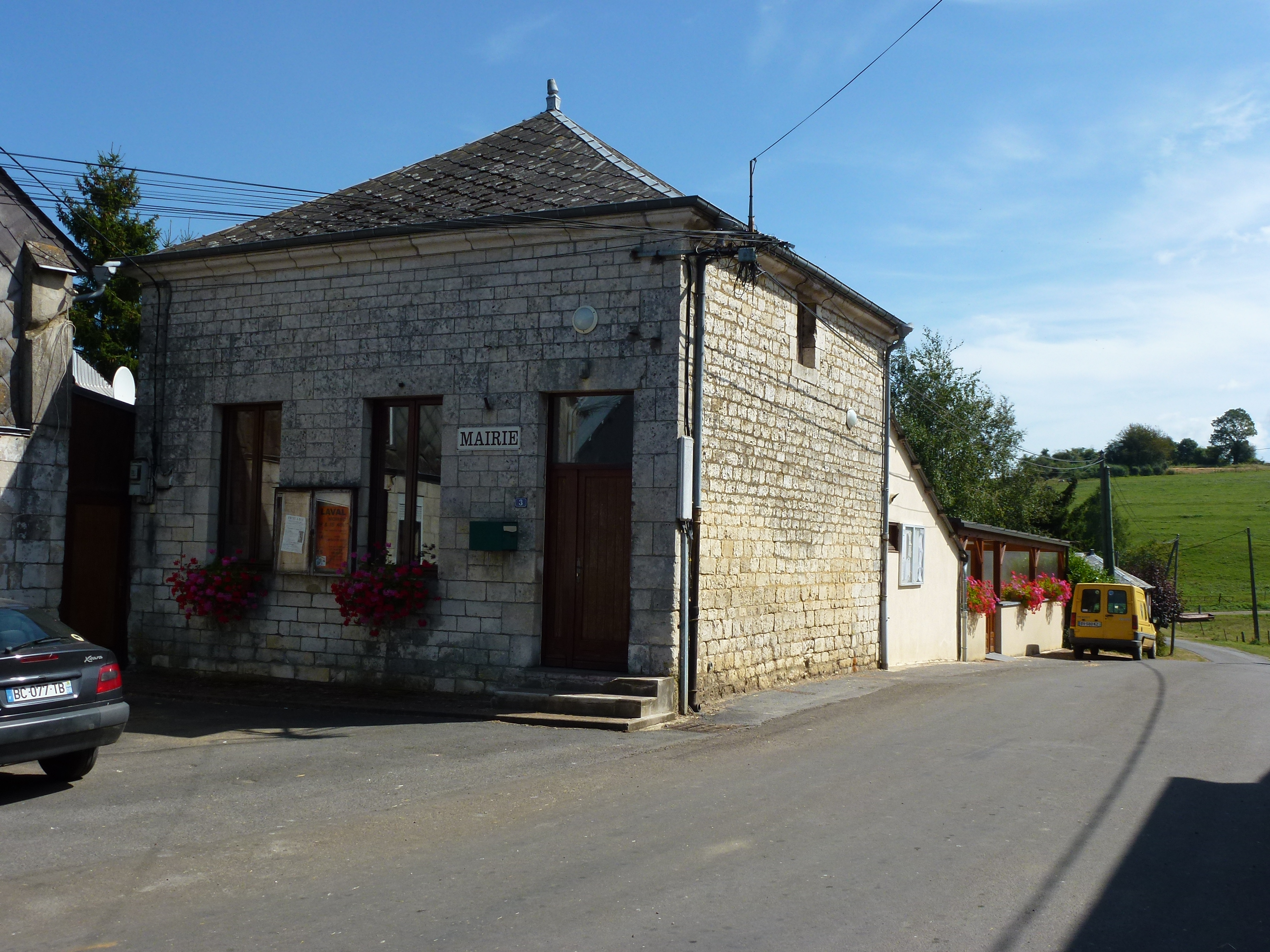
Мэрия
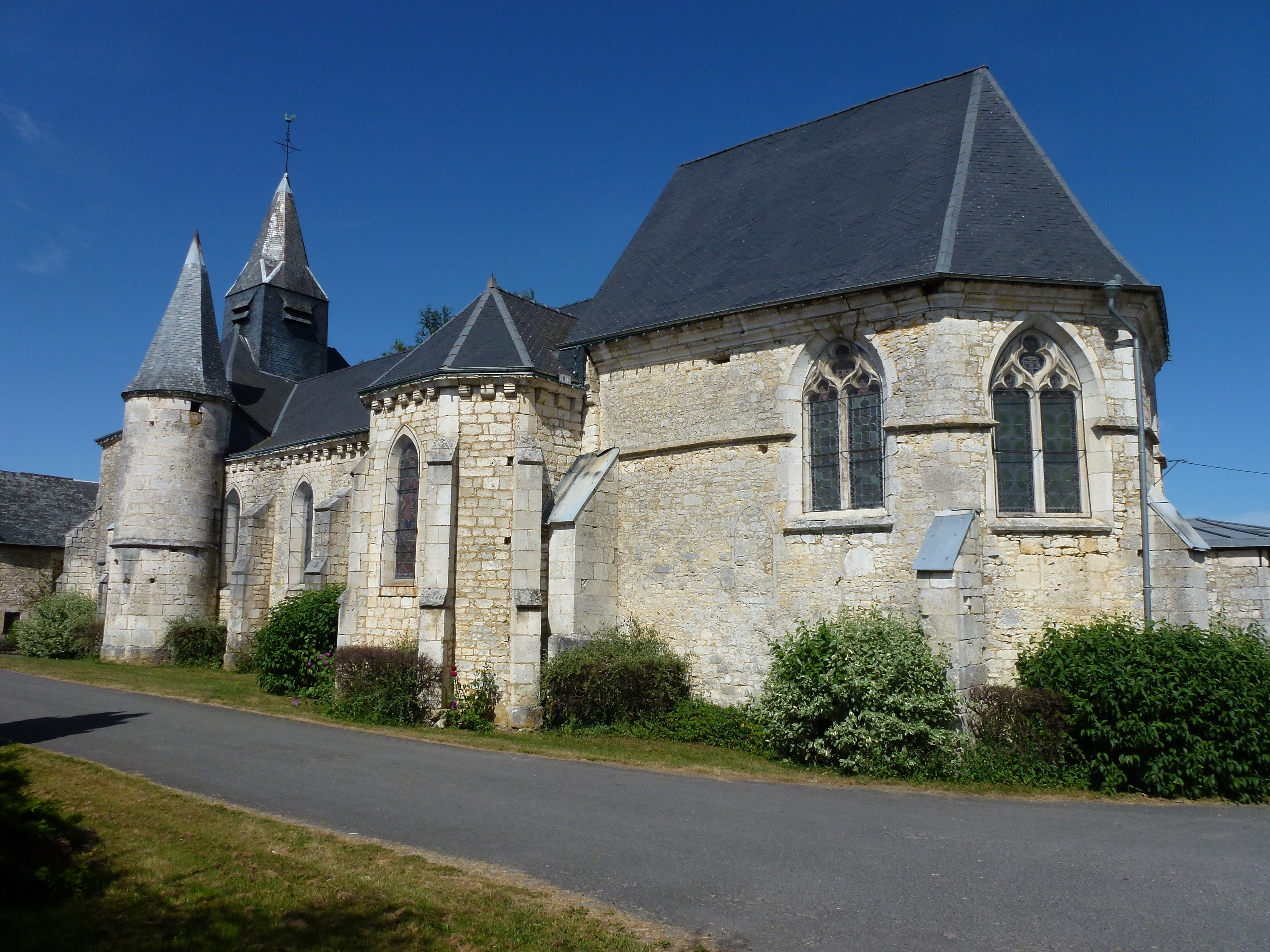
Церковь Сен-Мартен
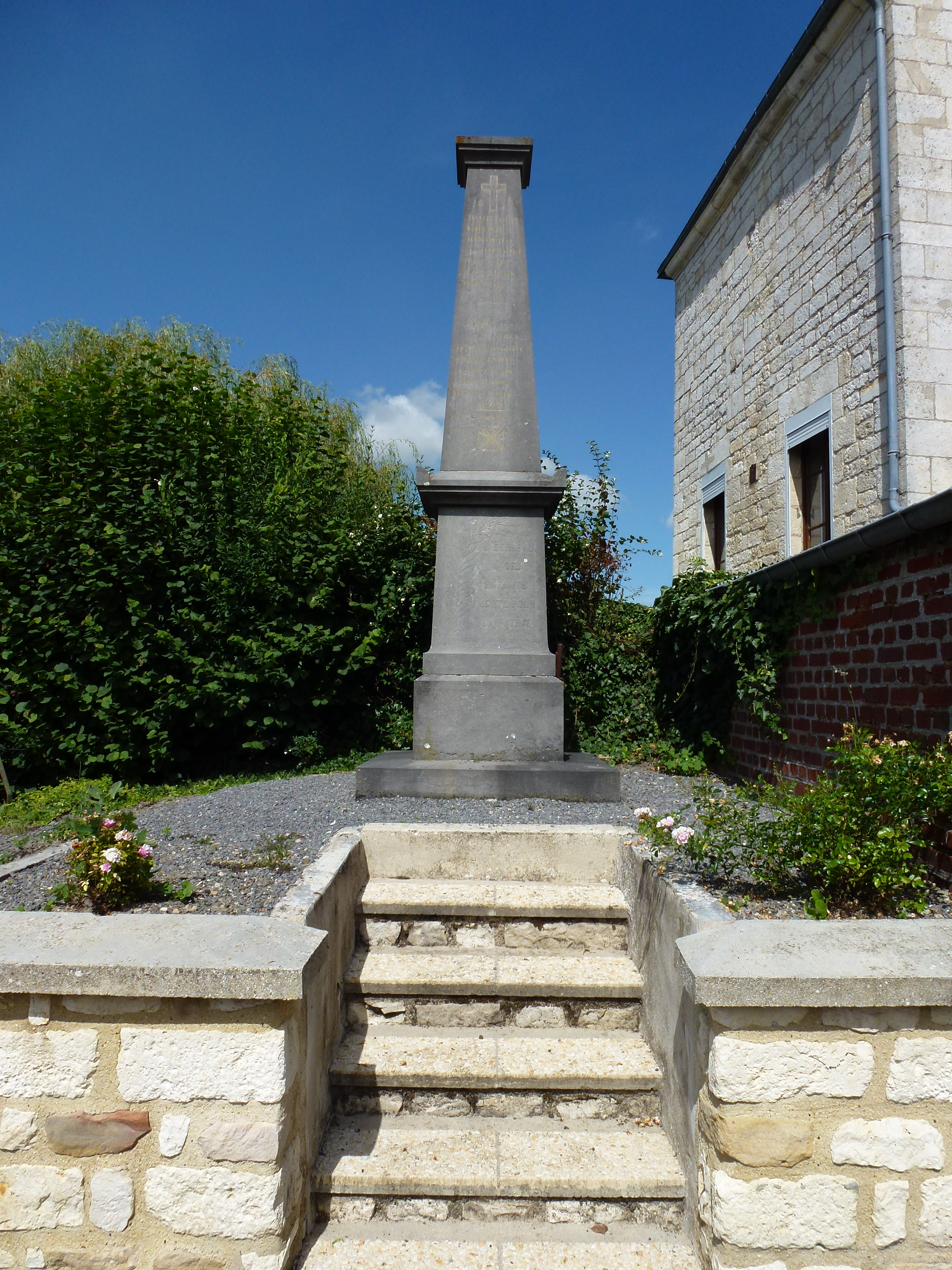
Памятник погибшим в Первой мировой войне
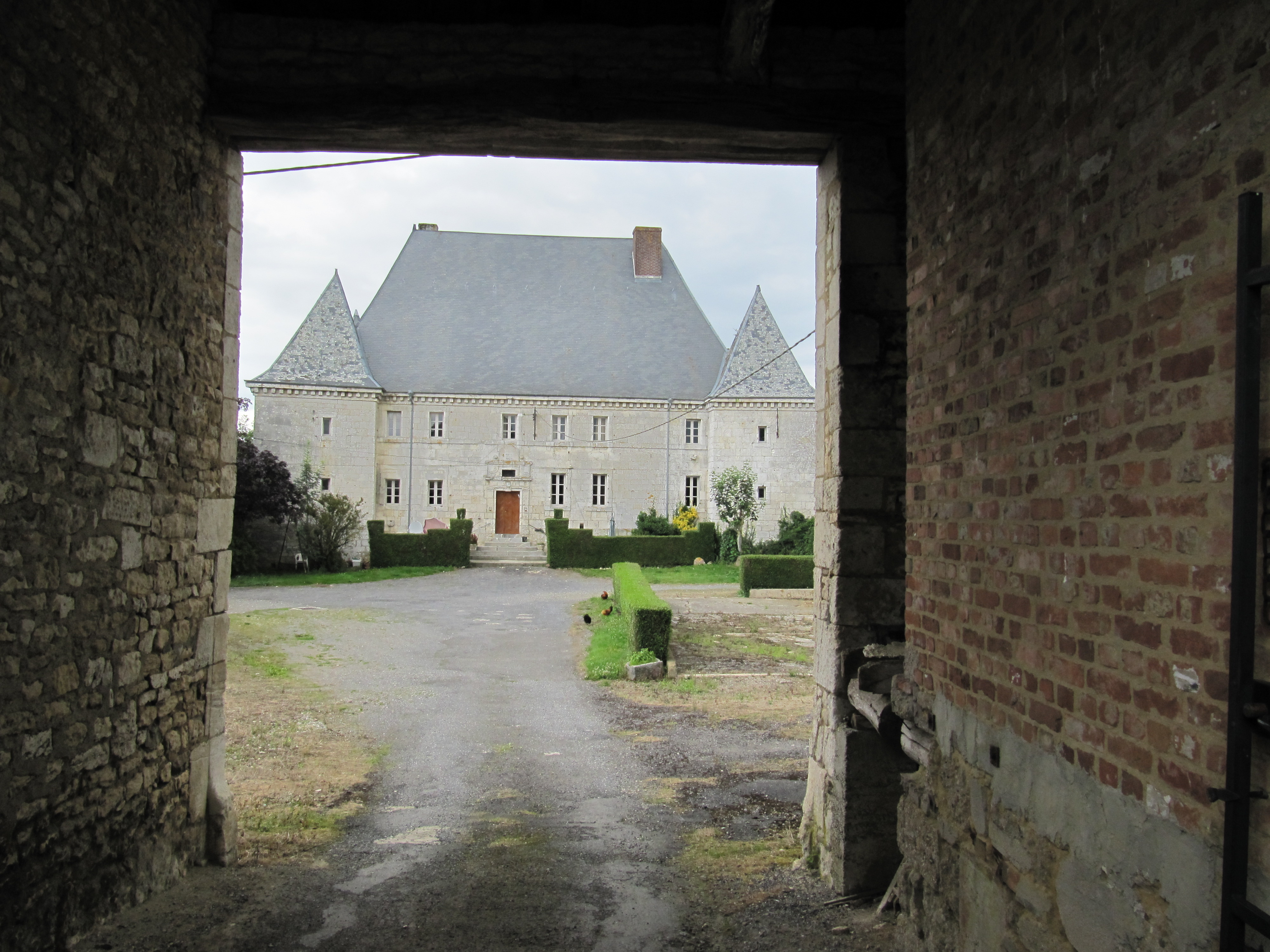
Замок Меп